# Churchill Cup de rugby à XV
La Churchill Cup est une ancienne compétition annuelle de rugby à XV, qui a opposé de 2003 à 2011 l'équipe du Canada, l'équipe des États-Unis et l'équipe d'Angleterre A (équipe réserve d'Angleterre, dénommée depuis 2006 les England Saxons) ainsi que 3 équipes invitées. Créée en 2003 pour développer le rugby nord-américain et nommée en l'honneur de Winston Churchill, elle disparaît en 2011 avec l'incorporation des équipes du Canada et des États-Unis au calendrier des tournées de l'IRB.
Les England Saxons ont remporté six des neuf éditions.

## Histoire
La Churchill Cup est créée en 2003 et ne regroupe que trois équipes la première année : le Canada, les États-Unis et l'équipe réserve d'Angleterre, appelée « Angleterre A », puis « England Saxons » à partir de l'édition 2006. Cette dernière remporte le tournoi. En 2004, l'équipe des Māori de Nouvelle-Zélande est invitée et gagne la compétition. En 2005, l'équipe réserve d'Argentine, Argentine A, remplace les Māori et l'Angleterre A reprend le titre.
Depuis 2006, trois équipes sont invitées et le tournoi se déroule en deux poules de trois équipes, les vainqueurs de chaque poule se retrouvant en finale. Les Māori remportent leur deuxième victoire en autant de participations. En 2007 et 2008, l'Angleterre A enchaine deux succès puis l'Irlande A (en), qui participe à la compétition depuis 2006, gagne le tournoi pour la première fois en 2009.
Les deux premières années, la Churchill Cup comprenait aussi une compétition féminine, remportée par l'équipe féminine d'Angleterre en 2003 et par l'équipe féminine néo-zélandaise en 2004.

## Participants
De 2006 à 2011, le tournoi regroupe trois équipes permanentes et trois équipes invitées.
- Les équipes permanentes :
  -  Canada
  -  États-Unis
  -  Angleterre A (2e équipe d'Angleterre)

- Les équipes invitées :
  -  Māori de Nlle Zélande (équipe de Nouvelle-Zélande composée uniquement de joueurs d'origine Māori – 2004, 2006, 2007)
  -  Écosse A (2e équipe d'Écosse – 2006-2008)
  -  Irlande A (en) (2e équipe d'Irlande – 2006-2009)
  -  Argentine A (2e équipe d'Argentine – 2005, 2008, 2009)
  -  Géorgie (2009)
  -  France A (2e équipe de France – 2010)
  -  Russie (2010)
  -  Uruguay (2010)
  -  Tonga (2011)
  -  Italie A (en) (2011).

## Palmarès
- 2003 :  Angleterre A
- 2004 :  Māori de Nlle Zélande
- 2005 :  Angleterre A
- 2006 :  Māori de Nlle Zélande
- 2007 :  Angleterre A
- 2008 :  Angleterre A
- 2009 :  Irlande A (en)
- 2010 :  Angleterre A
- 2011 :  Angleterre A

## Résultats détaillés

### Tournoi 2003
Le tournoi se joue du 14 au 28 juin à Vancouver. L'équipe A d'Angleterre remporte la compétition devant les États-Unis et le Canada.

#### Poule
| 14 juin 2003 | Angleterre A | 43 - 7 | Canada | Vancouver (Colombie-Britannique) |
| 14 juin 2003 |              |        |        | Vancouver (Colombie-Britannique) |
| 14 juin 2003 |              |        |        | Vancouver (Colombie-Britannique) |

| 18 juin 2003 | Canada | 11 - 16 | États-Unis | Vancouver (Colombie-Britannique) |
| 18 juin 2003 |        |         |            | Vancouver (Colombie-Britannique) |
| 18 juin 2003 |        |         |            | Vancouver (Colombie-Britannique) |

| 21 juin 2003 | Angleterre A | 36 - 10 | États-Unis | Vancouver (Colombie-Britannique) |
| 21 juin 2003 |              |         |            | Vancouver (Colombie-Britannique) |
| 21 juin 2003 |              |         |            | Vancouver (Colombie-Britannique) |

#### Classement
| Rang | Pays         | J | V | N | D | Bo | Bd | Pm | Pe | Diff | Pts |
| ---- | ------------ | - | - | - | - | -- | -- | -- | -- | ---- | --- |
| 1    | Angleterre A | 2 | 2 | 0 | 0 | 0  | 0  | 79 | 17 | +62  | 4   |
| 2    | États-Unis   | 2 | 1 | 0 | 1 | 0  | 0  | 26 | 47 | -21  | 2   |
| 3    | Canada       | 2 | 0 | 0 | 2 | 0  | 0  | 18 | 59 | -41  | 0   |

|  | Qualifiés pour la finale (no 1, no 2). |

#### Finale
| 28 juin 2003 | Angleterre A | 43 - 7 | États-Unis | Vancouver (Colombie-Britannique) |
| 28 juin 2003 |              |        |            | Vancouver (Colombie-Britannique) |
| 28 juin 2003 |              |        |            | Vancouver (Colombie-Britannique) |

### Tournoi 2004
En 2004, les Māori de Nouvelle-Zélande sont les premiers invités et remportent la compétition.
|  | Demi-finales               | Demi-finales              |                        |    | Finale                     | Finale                     |
|  | Demi-finales               | Demi-finales              |                        |    | Finale                     | Finale                     |
|  |                            |                           |                        |    |                            |                            |
|  | le 14 juin 2004 à Calgary  | le 14 juin 2004 à Calgary |                        |    | le 21 juin 2004 à Edmonton | le 21 juin 2004 à Edmonton |
|  | le 14 juin 2004 à Calgary  | le 14 juin 2004 à Calgary |                        |    | le 21 juin 2004 à Edmonton | le 21 juin 2004 à Edmonton |
|  | Canada                     | 23                        |                        |    | le 21 juin 2004 à Edmonton | le 21 juin 2004 à Edmonton |
|  | Canada                     | 23                        |                        |    | le 21 juin 2004 à Edmonton | le 21 juin 2004 à Edmonton |
|  | Angleterre A               | 48                        |                        |    | le 21 juin 2004 à Edmonton | le 21 juin 2004 à Edmonton |
|  | Angleterre A               | 48                        | Angleterre A           | 19 |                            |                            |
|  | le 14 juin 2004 à Calgary  |                           | Angleterre A           | 19 |                            |                            |
|  |                            | Māori de Nlle Zélande     | 26                     |    |                            |                            |
|  | États-Unis                 | Māori de Nlle Zélande     | 26                     | 31 |                            |                            |
|  | États-Unis                 |                           |                        | 31 |                            |                            |
|  | Māori de Nlle Zélande      | 69                        |                        |    |                            |                            |
|  | Māori de Nlle Zélande      | 69                        | Match pour la 3e place |    |                            |                            |
|  |                            |                           |                        |    |                            |                            |
|  | le 21 juin 2004 à Edmonton |                           |                        |    |                            |                            |
|  |                            |                           |                        |    |                            |                            |
|  | Canada                     | 32                        |                        |    |                            |                            |
|  | Canada                     | 32                        |                        |    |                            |                            |
|  | États-Unis                 | 29                        |                        |    |                            |                            |
|  | États-Unis                 | 29                        |                        |    |                            |                            |

### Tournoi 2005
L'équipe des Māori néo-zélandais étant occupée par la tournée des Lions britanniques et irlandais, c'est l'équipe A d'Argentine qui la remplace. L'équipe A d'Angleterre gagne le trophée pour la deuxième fois.
|  | Demi-finales               | Demi-finales               |                        |    | Finale                     | Finale                     |
|  | Demi-finales               | Demi-finales               |                        |    | Finale                     | Finale                     |
|  |                            |                            |                        |    |                            |                            |
|  | le 19 juin 2005 à Edmonton | le 19 juin 2005 à Edmonton |                        |    | le 26 juin 2005 à Edmonton | le 26 juin 2005 à Edmonton |
|  | le 19 juin 2005 à Edmonton | le 19 juin 2005 à Edmonton |                        |    | le 26 juin 2005 à Edmonton | le 26 juin 2005 à Edmonton |
|  | Canada                     | 5                          |                        |    | le 26 juin 2005 à Edmonton | le 26 juin 2005 à Edmonton |
|  | Canada                     | 5                          |                        |    | le 26 juin 2005 à Edmonton | le 26 juin 2005 à Edmonton |
|  | Angleterre A               | 29                         |                        |    | le 26 juin 2005 à Edmonton | le 26 juin 2005 à Edmonton |
|  | Angleterre A               | 29                         | Angleterre A           | 45 |                            |                            |
|  | le 19 juin 2005 à Edmonton |                            | Angleterre A           | 45 |                            |                            |
|  |                            | Argentine A                | 16                     |    |                            |                            |
|  | États-Unis                 | Argentine A                | 16                     | 30 |                            |                            |
|  | États-Unis                 |                            |                        | 30 |                            |                            |
|  | Argentine A                | 34                         |                        |    |                            |                            |
|  | Argentine A                | 34                         | Match pour la 3e place |    |                            |                            |
|  |                            |                            |                        |    |                            |                            |
|  | le 26 juin 2005 à Edmonton |                            |                        |    |                            |                            |
|  |                            |                            |                        |    |                            |                            |
|  | Canada                     | 19                         |                        |    |                            |                            |
|  | Canada                     | 19                         |                        |    |                            |                            |
|  | États-Unis                 | 20                         |                        |    |                            |                            |
|  | États-Unis                 | 20                         |                        |    |                            |                            |

### Tournoi 2006
Six équipes participent au tournoi. Trois équipes étant désormais invitées : l'Argentine disparait au profit du retour des Māori de Nouvelle-Zélande, tandis qu'arrivent l'équipe d'Irlande A et l'équipe d'Écosse A. Le tournoi se déroule en deux poules de trois équipes : les vainqueurs de chaque poule se retrouvant en finale. Il est remporté par les Māori de Nouvelle-Zélande.

#### Poule A
| 3 juin 2006 | États-Unis | 13 - 28 | Irlande A (en) | Santa Clara (Californie) |
| 3 juin 2006 |            |         |                | Santa Clara (Californie) |
| 3 juin 2006 |            |         |                | Santa Clara (Californie) |

| 7 juin 2006 | États-Unis | 6 - 74 | Māori de Nlle Zélande | Santa Clara (Californie) |
| 7 juin 2006 |            |        |                       | Santa Clara (Californie) |
| 7 juin 2006 |            |        |                       | Santa Clara (Californie) |

| 10 juin 2006 | Māori de Nlle Zélande | 27 - 6 | Irlande A (en) | Santa Clara (Californie) |
| 10 juin 2006 |                       |        |                | Santa Clara (Californie) |
| 10 juin 2006 |                       |        |                | Santa Clara (Californie) |

#### Classement
| Rang | Pays                  | J | V | N | D | Bo | Bd | Pm  | Pe | Diff | Pts |
| ---- | --------------------- | - | - | - | - | -- | -- | --- | -- | ---- | --- |
| 1    | Māori de Nlle Zélande | 2 | 2 | 0 | 0 | 2  | 0  | 101 | 12 | +89  | 10  |
| 2    | Irlande A (en)        | 2 | 1 | 0 | 1 | 1  | 0  | 34  | 27 | +7   | 5   |
| 3    | États-Unis            | 2 | 0 | 0 | 2 | 0  | 0  | 19  | 74 | -55  | 0   |

|  | Qualifié pour la finale (no 1). |

#### Poule B
| 3 juin 2006 | Angleterre A | 7 - 13 | Écosse A | Toronto (Ontario) |
| 3 juin 2006 |              |        |          | Toronto (Ontario) |
| 3 juin 2006 |              |        |          | Toronto (Ontario) |

| 7 juin 2006 | Canada | 10 - 15 | Écosse A | Ottawa (Ontario) |
| 7 juin 2006 |        |         |          | Ottawa (Ontario) |
| 7 juin 2006 |        |         |          | Ottawa (Ontario) |

| 10 juin 2006 | Canada | 11 - 41 | Angleterre A | Toronto (Ontario) |
| 10 juin 2006 |        |         |              | Toronto (Ontario) |
| 10 juin 2006 |        |         |              | Toronto (Ontario) |

#### Classement
| Rang | Pays         | J | V | N | D | Bo | Bd | Pm | Pe | Diff | Pts |
| ---- | ------------ | - | - | - | - | -- | -- | -- | -- | ---- | --- |
| 1    | Écosse A     | 2 | 2 | 0 | 0 | 0  | 0  | 28 | 17 | +11  | 8   |
| 2    | Angleterre A | 2 | 1 | 0 | 1 | 2  | 0  | 48 | 24 | +24  | 6   |
| 3    | Canada       | 2 | 0 | 0 | 2 | 1  | 0  | 21 | 56 | -35  | 1   |

|  | Qualifié pour la finale (no 1). |

#### Matchs de classement
Match pour la cinquième place
| 17 juin 2006 | Canada | 33 - 18 | États-Unis | Edmonton (Alberta) |
| 17 juin 2006 |        |         |            | Edmonton (Alberta) |
| 17 juin 2006 |        |         |            | Edmonton (Alberta) |

Match pour la troisième place
| 17 juin 2006 | Irlande A (en) | 30 - 27 | Angleterre A | Edmonton (Alberta) |
| 17 juin 2006 |                |         |              | Edmonton (Alberta) |
| 17 juin 2006 |                |         |              | Edmonton (Alberta) |

Finale
| 17 juin 2006 | Māori de Nlle Zélande | 52 – 17 | Écosse A | Edmonton (Alberta) |
| 17 juin 2006 |                       |         |          | Edmonton (Alberta) |
| 17 juin 2006 |                       |         |          | Edmonton (Alberta) |

### Tournoi 2007
Le tournoi se déroule du 18 mai au 2 juin 2007 en Angleterre à Londres, Stockport, Henley, Exeter et Northampton. Les England Saxons remportent le titre pour la troisième fois en battant les Māori néo-zélandais en finale à Twickenham.

#### Poule A
| 18 mai 2007 | Angleterre A | 51 – 3 | États-Unis | Stockport (Grand Manchester) |
| 18 mai 2007 |              |        |            | Stockport (Grand Manchester) |
| 18 mai 2007 |              |        |            | Stockport (Grand Manchester) |

| 23 mai 2007 | Écosse A | 13 - 9 | États-Unis | Henley-on-Thames (Oxfordshire) |
| 23 mai 2007 |          |        |            | Henley-on-Thames (Oxfordshire) |
| 23 mai 2007 |          |        |            | Henley-on-Thames (Oxfordshire) |

| 28 mai 2007 | Angleterre A | 18 - 3 | Écosse A | Twickenham (Grand Londres) |
| 28 mai 2007 |              |        |          | Twickenham (Grand Londres) |
| 28 mai 2007 |              |        |          | Twickenham (Grand Londres) |

#### Classement
| Rang | Pays         | J | V | N | D | Bo | Bd | Pm | Pe | Diff | Pts |
| ---- | ------------ | - | - | - | - | -- | -- | -- | -- | ---- | --- |
| 1    | Angleterre A | 2 | 2 | 0 | 0 | 1  | 0  | 69 | 6  | +63  | 9   |
| 2    | Écosse A     | 2 | 1 | 0 | 1 | 0  | 0  | 16 | 27 | -11  | 4   |
| 3    | États-Unis   | 2 | 0 | 0 | 2 | 1  | 0  | 12 | 64 | -52  | 1   |

|  | Qualifié pour la finale (no 1). |

#### Poule B
| 19 mai 2007 | Irlande A (en) | 39 – 20 | Canada | Exeter (Devon) |
| 19 mai 2007 |                |         |        | Exeter (Devon) |
| 19 mai 2007 |                |         |        | Exeter (Devon) |

| 25 mai 2007 | Māori de Nlle Zélande | 59 - 23 | Canada | Northampton (Northamptonshire) |
| 25 mai 2007 |                       |         |        | Northampton (Northamptonshire) |
| 25 mai 2007 |                       |         |        | Northampton (Northamptonshire) |

| 29 mai 2007 | Māori de Nlle Zélande | 50 - 22 | Irlande A (en) | Exeter (Devon) |
| 29 mai 2007 |                       |         |                | Exeter (Devon) |
| 29 mai 2007 |                       |         |                | Exeter (Devon) |

#### Classement
| Rang | Pays                  | J | V | N | D | Bo | Bd | Pm  | Pe | Diff | Pts |
| ---- | --------------------- | - | - | - | - | -- | -- | --- | -- | ---- | --- |
| 1    | Māori de Nlle Zélande | 2 | 2 | 0 | 0 | 2  | 0  | 109 | 45 | +64  | 10  |
| 2    | Irlande A (en)        | 2 | 1 | 0 | 1 | 2  | 0  | 61  | 70 | -9   | 6   |
| 3    | Canada                | 2 | 0 | 0 | 2 | 0  | 0  | 43  | 98 | -55  | 0   |

|  | Qualifié pour la finale (no 1). |

#### Matchs de classement
Match pour la cinquième place
| 2 juin 2007 | États-Unis | 10 – 52 | Canada | Twickenham (Grand Londres) |
| 2 juin 2007 |            |         |        | Twickenham (Grand Londres) |
| 2 juin 2007 |            |         |        | Twickenham (Grand Londres) |

Match pour la troisième place
| 2 juin 2007 | Écosse A | 21 – 22 | Irlande A (en) | Twickenham (Grand Londres) |
| 2 juin 2007 |          |         |                | Twickenham (Grand Londres) |
| 2 juin 2007 |          |         |                | Twickenham (Grand Londres) |

Finale
| 2 juin 2007 | Angleterre A | 17 – 13 | Māori de Nlle Zélande | Twickenham (Grand Londres) |
| 2 juin 2007 |              |         |                       | Twickenham (Grand Londres) |
| 2 juin 2007 |              |         |                       | Twickenham (Grand Londres) |

### Tournoi 2008
Six équipes participent au tournoi qui se déroule au Canada et aux États-Unis : les équipes réserves d'Argentine, d'Écosse et d'Irlande sont invitées. Le tournoi est remporté par l'Angleterre pour la quatrième fois. 

#### Poule A
| 7 juin 2008 | Angleterre A | 62 – 10 | États-Unis | Ottawa (Ontario) |
| 7 juin 2008 |              |         |            | Ottawa (Ontario) |
| 7 juin 2008 |              |         |            | Ottawa (Ontario) |

| 11 juin 2008 | États-Unis | 9 – 46 | Irlande A (en) | Kingston (Ontario) |
| 11 juin 2008 |            |        |                | Kingston (Ontario) |
| 11 juin 2008 |            |        |                | Kingston (Ontario) |

| 14 juin 2008 | Irlande A (en) | 12 – 34 | Angleterre A | Markham (Ontario) |
| 14 juin 2008 |                |         |              | Markham (Ontario) |
| 14 juin 2008 |                |         |              | Markham (Ontario) |

#### Classement
| Rang | Pays           | J | V | N | D | Bo | Bd | Pm | Pe  | Diff | Pts |
| ---- | -------------- | - | - | - | - | -- | -- | -- | --- | ---- | --- |
| 1    | Angleterre A   | 2 | 2 | 0 | 0 | 2  | 0  | 96 | 22  | +74  | 10  |
| 2    | Irlande A (en) | 2 | 1 | 0 | 1 | 1  | 0  | 58 | 43  | +15  | 5   |
| 3    | États-Unis     | 2 | 0 | 0 | 2 | 0  | 0  | 19 | 108 | -89  | 0   |

|  | Qualifié pour la finale (no 1). |

#### Poule B
| 7 juin 2008 | Écosse A | 24 – 10 | Canada | Ottawa (Ontario) |
| 7 juin 2008 |          |         |        | Ottawa (Ontario) |
| 7 juin 2008 |          |         |        | Ottawa (Ontario) |

| 11 juin 2008 | Écosse A | 27 – 24 | Argentine A | Kingston (Ontario) |
| 11 juin 2008 |          |         |             | Kingston (Ontario) |
| 11 juin 2008 |          |         |             | Kingston (Ontario) |

| 14 juin 2008 | Argentine A | 17 – 16 | Canada | Markham (Ontario) |
| 14 juin 2008 |             |         |        | Markham (Ontario) |
| 14 juin 2008 |             |         |        | Markham (Ontario) |

#### Classement
| Rang | Pays        | J | V | N | D | Bo | Bd | Pm | Pe | Diff | Pts |
| ---- | ----------- | - | - | - | - | -- | -- | -- | -- | ---- | --- |
| 1    | Écosse A    | 2 | 2 | 0 | 0 | 2  | 0  | 51 | 34 | +17  | 10  |
| 2    | Argentine A | 2 | 1 | 0 | 1 | 2  | 0  | 41 | 43 | -2   | 6   |
| 3    | Canada      | 2 | 0 | 0 | 2 | 1  | 0  | 26 | 41 | -15  | 1   |

|  | Qualifié pour la finale (no 1). |

#### Matchs de classement
Match pour la cinquième place
| 21 juin 2008 | États-Unis | 10 – 26 | Canada | Chicago (Illinois) |
| 21 juin 2008 |            |         |        | Chicago (Illinois) |
| 21 juin 2008 |            |         |        | Chicago (Illinois) |

Match pour la troisième place
| 21 juin 2008 | Argentine A | 8 – 33 | Irlande A (en) | Chicago (Illinois) |
| 21 juin 2008 |             |        |                | Chicago (Illinois) |
| 21 juin 2008 |             |        |                | Chicago (Illinois) |

Finale
| 21 juin 2008 | Angleterre A | 36 – 19 | Écosse A | Chicago (Illinois) |
| 21 juin 2008 |              |         |          | Chicago (Illinois) |
| 21 juin 2008 |              |         |          | Chicago (Illinois) |

### Tournoi 2009
Six équipes participent au tournoi : les équipes réserves d'Argentine et d'Irlande sont invitées avec la Géorgie, qui participe pour la première fois. Le tournoi se déroule aux États-Unis, dans le Colorado, et est remporté par l'Irlande.

#### Poule A
| 6 juin 2009 | Canada | 42 – 10 | Géorgie | Glendale (Colorado) |
| 6 juin 2009 |        |         |         | Glendale (Colorado) |
| 6 juin 2009 |        |         |         | Glendale (Colorado) |

| 10 juin 2009 | Canada | 19 – 30 | Irlande A (en) | Glendale (Colorado) |
| 10 juin 2009 |        |         |                | Glendale (Colorado) |
| 10 juin 2009 |        |         |                | Glendale (Colorado) |

| 14 juin 2009 | Géorgie | 5 – 40 | Irlande A (en) | Glendale (Colorado) |
| 14 juin 2009 |         |        |                | Glendale (Colorado) |
| 14 juin 2009 |         |        |                | Glendale (Colorado) |

#### Classement
| Rang | Pays           | J | V | N | D | Bo | Bd | Pm | Pe | Diff | Pts |
| ---- | -------------- | - | - | - | - | -- | -- | -- | -- | ---- | --- |
| 1    | Irlande A (en) | 2 | 2 | 0 | 0 | 2  | 0  | 70 | 24 | +46  | 10  |
| 2    | Canada         | 2 | 1 | 0 | 1 | 1  | 0  | 61 | 40 | +21  | 5   |
| 3    | Géorgie        | 2 | 0 | 0 | 2 | 0  | 0  | 15 | 82 | -67  | 0   |

|  | Qualifié pour la finale (no 1). |

#### Poule B
| 6 juin 2009 | Angleterre A | 28 – 20 | Argentine A | Glendale (Colorado) |
| 6 juin 2009 |              |         |             | Glendale (Colorado) |
| 6 juin 2009 |              |         |             | Glendale (Colorado) |

| 10 juin 2009 | États-Unis | 14 – 35 | Argentine A | Glendale (Colorado) |
| 10 juin 2009 |            |         |             | Glendale (Colorado) |
| 10 juin 2009 |            |         |             | Glendale (Colorado) |

| 14 juin 2009 | États-Unis | 17 – 56 | Angleterre A | Glendale (Colorado) |
| 14 juin 2009 |            |         |              | Glendale (Colorado) |
| 14 juin 2009 |            |         |              | Glendale (Colorado) |

#### Classement
| Rang | Pays         | J | V | N | D | Bo | Bd | Pm | Pe | Diff | Pts |
| ---- | ------------ | - | - | - | - | -- | -- | -- | -- | ---- | --- |
| 1    | Angleterre A | 2 | 2 | 0 | 0 | 1  | 0  | 84 | 37 | +47  | 9   |
| 2    | Argentine A  | 2 | 1 | 0 | 1 | 0  | 0  | 55 | 42 | +13  | 4   |
| 3    | États-Unis   | 2 | 0 | 0 | 2 | 0  | 0  | 31 | 91 | -60  | 0   |

|  | Qualifié pour la finale (no 1). |

#### Matchs de classement
Match pour la cinquième place
| 21 juin 2009 | Géorgie | 13 – 31 | États-Unis | Commerce City (Colorado) |
| 21 juin 2009 |         |         |            | Commerce City (Colorado) |
| 21 juin 2009 |         |         |            | Commerce City (Colorado) |

Match pour la troisième place
| 21 juin 2009 | Canada | 29 – 44 | Argentine A | Commerce City (Colorado) |
| 21 juin 2009 |        |         |             | Commerce City (Colorado) |
| 21 juin 2009 |        |         |             | Commerce City (Colorado) |

Finale
| 21 juin 2009 | Irlande A (en) | 49 – 22 | Angleterre A | Commerce City (Colorado) |
| 21 juin 2009 |                |         |              | Commerce City (Colorado) |
| 21 juin 2009 |                |         |              | Commerce City (Colorado) |

### Tournoi 2010
Six équipes participent au tournoi : l'équipe de France A, l'Uruguay et la Russie sont invités pour la première fois. Le tournoi se déroule aux États-Unis : la première phase se déroule au Infinity Park de Glendale dans le Colorado et les finales au Red Bull Arena d'Harrison dans le New Jersey.

#### Poule A
| 5 juin 2010 | Uruguay | 6 – 48 | Canada | Glendale (Colorado) |
| 5 juin 2010 |         |        |        | Glendale (Colorado) |
| 5 juin 2010 |         |        |        | Glendale (Colorado) |

| 9 juin 2010 | Uruguay | 10 – 43 | France A | Glendale (Colorado) |
| 9 juin 2010 |         |         |          | Glendale (Colorado) |
| 9 juin 2010 |         |         |          | Glendale (Colorado) |

| 13 juin 2010 | France A | 27 – 33 | Canada | Glendale (Colorado) |
| 13 juin 2010 |          |         |        | Glendale (Colorado) |
| 13 juin 2010 |          |         |        | Glendale (Colorado) |

#### Classement
| Rang | Pays     | J | V | N | D | Bo | Bd | Pm | Pe | Diff | Pts |
| ---- | -------- | - | - | - | - | -- | -- | -- | -- | ---- | --- |
| 1    | Canada   | 2 | 2 | 0 | 0 | 1  | 0  | 81 | 33 | +48  | 9   |
| 2    | France A | 2 | 1 | 0 | 1 | 2  | 0  | 70 | 43 | +27  | 6   |
| 3    | Uruguay  | 2 | 0 | 0 | 2 | 0  | 0  | 16 | 91 | -75  | 0   |

|  | Qualifié pour la finale (no 1). |

#### Poule B
| 5 juin 2010 | Russie | 22 – 39 | États-Unis | Glendale (Colorado) |
| 5 juin 2010 |        |         |            | Glendale (Colorado) |
| 5 juin 2010 |        |         |            | Glendale (Colorado) |

| 9 juin 2010 | Russie | 17 – 49 | Angleterre A | Glendale (Colorado) |
| 9 juin 2010 |        |         |              | Glendale (Colorado) |
| 9 juin 2010 |        |         |              | Glendale (Colorado) |

| 13 juin 2010 | Angleterre A | 32 – 9 | États-Unis | Glendale (Colorado) |
| 13 juin 2010 |              |        |            | Glendale (Colorado) |
| 13 juin 2010 |              |        |            | Glendale (Colorado) |

#### Classement
| Rang | Pays         | J | V | N | D | Bo | Bd | Pm | Pe | Diff | Pts |
| ---- | ------------ | - | - | - | - | -- | -- | -- | -- | ---- | --- |
| 1    | Angleterre A | 2 | 2 | 0 | 0 | 2  | 0  | 81 | 26 | +55  | 10  |
| 2    | États-Unis   | 2 | 1 | 0 | 1 | 1  | 0  | 48 | 54 | -6   | 6   |
| 3    | Russie       | 2 | 0 | 0 | 2 | 0  | 0  | 39 | 88 | -49  | 0   |

|  | Qualifié pour la finale (no 1). |

#### Matchs de classement
Match pour la cinquième place
| 19 juin 2010 | Russie | 38 – 19 | Uruguay | Harrison (New Jersey) |
| 19 juin 2010 |        |         |         | Harrison (New Jersey) |
| 19 juin 2010 |        |         |         | Harrison (New Jersey) |

Match pour la troisième place
| 19 juin 2010 | France A | 24 – 10 | États-Unis | Harrison (New Jersey) |
| 19 juin 2010 |          |         |            | Harrison (New Jersey) |
| 19 juin 2010 |          |         |            | Harrison (New Jersey) |

Finale
| 19 juin 2010 | Canada | 18 – 38 | Angleterre A | Harrison (New Jersey) |
| 19 juin 2010 |        |         |              | Harrison (New Jersey) |
| 19 juin 2010 |        |         |              | Harrison (New Jersey) |

### Tournoi 2011
Six équipes participent au tournoi : l'équipe des Tonga et l'Italie A (en) sont invités pour la première fois. Le tournoi se déroule en Angleterre : la première phase se déroule à Northampton, Esher et Gloucester et les finales à Worcester.

#### Poule A
| 4 juin 2011 | Angleterre A | 87 - 8 | États-Unis | Northampton (Northamptonshire) |
| 4 juin 2011 |              |        |            | Northampton (Northamptonshire) |
| 4 juin 2011 |              |        |            | Northampton (Northamptonshire) |

| 8 juin 2011 | Tonga | 44 - 13 | États-Unis | Esher (Surrey) |
| 8 juin 2011 |       |         |            | Esher (Surrey) |
| 8 juin 2011 |       |         |            | Esher (Surrey) |

| 12 juin 2011 | Angleterre A | 41 - 14 | Tonga | Gloucester (Gloucestershire) |
| 12 juin 2011 |              |         |       | Gloucester (Gloucestershire) |
| 12 juin 2011 |              |         |       | Gloucester (Gloucestershire) |

#### Classement
| Rang | Pays         | J | V | N | D | Bo | Bd | Pm  | Pe  | Diff | Pts |
| ---- | ------------ | - | - | - | - | -- | -- | --- | --- | ---- | --- |
| 1    | Angleterre A | 2 | 2 | 0 | 0 | 2  | 0  | 128 | 22  | +106 | 10  |
| 2    | Tonga        | 2 | 1 | 0 | 1 | 1  | 0  | 58  | 54  | +4   | 5   |
| 3    | États-Unis   | 2 | 0 | 0 | 2 | 0  | 0  | 21  | 131 | -110 | 0   |

|  | Qualifié pour la finale (no 1). |

#### Poule B
| 4 juin 2011 | Italie A (en) | 12 – 26 | Canada | Northampton (Northamptonshire) |
| 4 juin 2011 |               |         |        | Northampton (Northamptonshire) |
| 4 juin 2011 |               |         |        | Northampton (Northamptonshire) |

| 8 juin 2011 | Russie | 18 – 34 | Canada | Esher (Surrey) |
| 8 juin 2011 |        |         |        | Esher (Surrey) |
| 8 juin 2011 |        |         |        | Esher (Surrey) |

| 12 juin 2011 | Italie A (en) | 24 – 19 | Russie | Gloucester (Gloucestershire) |
| 12 juin 2011 |               |         |        | Gloucester (Gloucestershire) |
| 12 juin 2011 |               |         |        | Gloucester (Gloucestershire) |

#### Classement
| Rang | Pays          | J | V | N | D | Bo | Bd | Pm | Pe | Diff | Pts |
| ---- | ------------- | - | - | - | - | -- | -- | -- | -- | ---- | --- |
| 1    | Canada        | 2 | 2 | 0 | 0 | 1  | 0  | 60 | 30 | +30  | 9   |
| 2    | Italie A (en) | 2 | 1 | 0 | 1 | 0  | 0  | 36 | 45 | -9   | 4   |
| 3    | Russie        | 2 | 0 | 0 | 2 | 1  | 0  | 37 | 58 | -21  | 1   |

|  | Qualifié pour la finale (no 1). |

#### Matchs de classement
Match pour la cinquième place
| 18 juin 2011 | États-Unis | 32 – 25 | Russie | Worcester (Worcestershire) |
| 18 juin 2011 |            |         |        | Worcester (Worcestershire) |
| 18 juin 2011 |            |         |        | Worcester (Worcestershire) |

Match pour la troisième place
| 18 juin 2011 | Tonga | 18 – 27 | Italie A (en) | Worcester (Worcestershire) |
| 18 juin 2011 |       |         |               | Worcester (Worcestershire) |
| 18 juin 2011 |       |         |               | Worcester (Worcestershire) |

Finale
| 18 juin 2011 | Angleterre A | 37 - 6 | Canada | Worcester (Worcestershire) |
| 18 juin 2011 |              |        |        | Worcester (Worcestershire) |
| 18 juin 2011 |              |        |        | Worcester (Worcestershire) |